# 転換
| ウィキペディアには「転換」という見出しの百科事典記事はありません（タイトルに「転換」を含むページの一覧/「転換」で始まるページの一覧）。 代わりにウィクショナリーのページ「転換」が役に立つかもしれません。 |